# Klapfenberg (Parsberg)
Klapfenberg ist ein Gemeindeteil der Stadt Parsberg im Landkreis Neumarkt in der Oberpfalz.

## Geografie
Das Kirchdorf liegt in der Fränkischen Alb, etwa vier Kilometer nördlich von Parsberg im Tal der Schwarzen Laber auf einer Höhe von 477 m ü. NHN.

## Geschichte
Der frühgotische Kirchenbau (Patron: Hl. Martin) wurde um die Mitte des 14. Jahrhunderts errichtet. Das Langhaus wurde 1660 verändert, der Kirchturm 1731 ausgebaut und 1883 vergrößert. 1833 erfolgte außerdem eine Abschwächung der alten, 1 m dicken Mauern. Die Sakristei befindet sich nördlich vom Chor. Der Altarraum (Chor) trägt ein Kreuzgewölbe mit roh abgefassten Rippen. Wappenschilde dienen als Gewölbefänger, die nach ihrer Form aus dem 14. Jahrhundert stammen dürften.
Am Langhaus lassen sich unter dem Verputz die ursprünglichen Quaderreihen noch erkennen. Auf dem achteckigen Turm ist die Jahreszahl 1731 verewigt. Im Jahre 1883 wurde das Langhaus nach Westen verlängert. Der Hochaltar hat vier Säulen und vier Figuren. Er stammt aus der Zeit um 1730. Der Tabernakel wurde 1781 vom Maler Josef Forster aus Sulzbürg gefasst. Die Seitenaltäre (um 1700) haben je zwei gewundene Säulen, um die sich Rosenranken schlingen und zur Seite hin Akanthusranken. Noch heute bestens erhalten ist der um 1450 gefertigte Taufstein.
Das bayerische Urkataster zeigt Klapfenberg in den 1810er Jahren als ein Kirchdorf mit 16 Herdstellen, der Kirche und ihrem ummauerten Gottesacker.
Am 1. Januar 1972 wurde Klapfenberg im Zuge der Gebietsreform in Bayern nach Parsberg eingemeindet. Bis dahin gehörte es zur Gemeinde Ronsolden.

## Sehenswürdigkeiten
In der Liste der Baudenkmäler in Parsberg sind für Klapfenberg drei Baudenkmale aufgeführt.